# Makonga
Makonga è una circoscrizione rurale (rural ward) della Tanzania situata nel distretto di Newala, regione di Mtwara. Conta una popolazione di 7 892 abitanti (censimento 2012).